# Glanosuchus
|  | Dieser Artikel wurde aufgrund von formalen oder inhaltlichen Mängeln in der Qualitätssicherung Biologie zur Verbesserung eingetragen. Dies geschieht, um die Qualität der Biologie-Artikel auf ein akzeptables Niveau zu bringen. Bitte hilf mit, diesen Artikel zu verbessern! Artikel, die nicht signifikant verbessert werden, können gegebenenfalls gelöscht werden. Lies dazu auch die näheren Informationen in den Mindestanforderungen an Biologie-Artikel. |

Glanosuchus ist eine Gattung der Familie der Scylacosauridae des späten Perm aus Südafrika. Die Typusart G. macrops wurde von Robert Broom im Jahr 1904 beschrieben. Glanosuchus hatte eine Mittelohrstruktur, die man zwischen der der frühen Therapsiden und der Säugetiere einordnen kann. Rippen in der Nasenhöhle deuten an, dass Glanosuchus zumindest teilweise endotherm war, ähnlich wie bei den Säugetieren.

## Beschreibung
Glanosuchus macrops wurde von Robert Broom im Jahr 1904 beschrieben. Er benannte die Gattung und Art auf der Basis des fast kompletten Holotypus, den Schädel. Der Schädel wurde während der Versteinerung verformt und ist nicht an allen Stellen von der umliegenden Matrix unterscheidbar. In der Veranschaulichung des Holotypus, rekonstruierte Broom den Schädel auch für andere Schädel.
Der Schädel von Glanosuchus ist ungefähr 30 cm lang. Glanosuchus wurde wahrscheinlich 1,8 m lang. Wie andere frühere Therocephalia hatte Glanosuchus eine lange, tiefe Schnauze und große Eckzähne. Die Schneidezähne am vorderen Ende des Oberkiefers sind ebenfalls groß. Es gibt sechs Schneidezähne auf jeder Seite im Oberkiefer. Fünf kleine spitze Zähne sind hinter jedem Eckzahn. Die Schnauze ist vorne breiter als hinten, dies ist eine Besonderheit innerhalb der Therapsiden. Die Nasenlöcher sind an der Spitze der Schnauze angeordnet und nach vorne gerichtet.

## Paläobiologie

### Gehör
Glanosuchus repräsentiert ein frühes Stadium in der Entwicklung des Mittelohres der Säugetiere. Moderne Säugetiere haben drei Knochen im Mittelohr, die die Schallenergie vom Trommelfell auf die Flüssigkeit des Innenohrs überträgt. Studien der Knochen von Glanosuchus zeigen, dass Glanosuchus einen Hohlraum mit einer Knochenplatte hatte, die wie ein Trommelfell fungierte; das Trommelfell übertrug die Schallwellen in den mit luftgefülltem Hohlraum. Die Übertragung des Tons zwischen der dünnen Knochenplatte und dem Foramen vestibulare von Glanosuchus ist nicht so effektiv wie bei dem Säugetieren, was bedeutet, dass der Gehörsinn von Glanosuchus weniger ausgeprägt war als bei den Säugetieren.

### Stoffwechsel
Glanosuchus war vermutlich einer der ersten warmblütigen Therapsiden. Endothermie kann man heute bei Säugetieren beobachten, der einzigen lebenden Gruppe der Therapsiden. Reptilien, die nächsten lebenden Verwandten der Säugetiere, sind kaltblütig (Ektothermie). Endotherme Therapsiden entwickelten sich wahrscheinlich aus primitiveren, wechselwarmen Synapsiden im Perm oder in der Trias.
Während Fell, das gemeinhin als ein klares Indiz für Endothermie gilt, nicht in „Nicht-Säuger“-Therapsiden gefunden wurde, deuten einige Skelett-Funktionen auf die Stoffwechselrate der Tiere hin. Moderne Säugetiere besitzen Nasenmuscheln, diese sind eine Art von Concha (Ablage mit Knochen) in der Nasenhöhle, die Feuchtigkeit aus der Atemluft sammeln. Als Warmblüter müssen Säugetiere schneller atmen, um genügend Sauerstoff für ihren hohen Stoffwechsel zu liefern. Wasser aus der Atemluft kondensiert am Maxilloturbinale und verhindert das Austrocknen der Nasenhöhle und ermöglicht Säugetiere zum Inhalieren von genug Sauerstoff, um ihren hohen Stoffwechsel zu unterstützen.
Glanosuchus hat Rippen, die tief in der Nasenhöhle positioniert sind, die anzeigen, dass die Nasenmuscheln im direkten Weg des Luftstroms waren. Die Maxilloturbinates ist nicht erhalten geblieben, weil es entweder sehr dünn oder knorpelig war. Die Möglichkeit, dass diese Rippen mit einem Riechepithel verbunden anstatt Nasenmuscheln sind, wurde ebenfalls in Erwägung gezogen. Dennoch deutet das mögliche Vorhandensein der Nasenmuschel an, dass Glanosuchus in der Lage war, schnell Atemluft atmen konnte, ohne den Nasengang ausgetrocknet zu haben, und daher könnte er ein Warmblüter gewesen sein. Glanosuchus ist der älteste bekannte Therapside, der eine Nasenmuschel besaß, aber er war vermutlich nicht ganz endotherm.

## Systematik
Glanosuchus ist eine Gattung der Scylacosauridae, einer der primitivsten Familie der Therocephalia. Einer seiner nächsten Verwandten ist Pristerognathus. Kladogramm nach Huttenlocker et al. (2011):
|                         | Lycosuchus |
|                         | |
| Scylacosauridae         | \| \| Glanosuchus \| \| \| \| \| \| Ictidosaurus \| \| \| \| \| \| Pristerognathus \| \| Vorlage:Klade/Wartung/3 \| \| |
|                         | \| \| Glanosuchus \| \| \| \| \| \| Ictidosaurus \| \| \| \| \| \| Pristerognathus \| \| Vorlage:Klade/Wartung/3 \| \| |
|                         | Glanosuchus |
|                         | |
|                         | Ictidosaurus |
|                         | |
|                         | Pristerognathus |
| Vorlage:Klade/Wartung/3 | |

|                         | Glanosuchus     |
|                         |                 |
|                         | Ictidosaurus    |
|                         |                 |
|                         | Pristerognathus |
| Vorlage:Klade/Wartung/3 |                 |

|                         | Lycosuchus |
|                         | |
| Scylacosauridae         | \| \| Glanosuchus \| \| \| \| \| \| Ictidosaurus \| \| \| \| \| \| Pristerognathus \| \| Vorlage:Klade/Wartung/3 \| \| |
|                         | \| \| Glanosuchus \| \| \| \| \| \| Ictidosaurus \| \| \| \| \| \| Pristerognathus \| \| Vorlage:Klade/Wartung/3 \| \| |
|                         | Glanosuchus |
|                         | |
|                         | Ictidosaurus |
|                         | |
|                         | Pristerognathus |
| Vorlage:Klade/Wartung/3 | |

|                         | Glanosuchus     |
|                         |                 |
|                         | Ictidosaurus    |
|                         |                 |
|                         | Pristerognathus |
| Vorlage:Klade/Wartung/3 |                 |